# دختر ویندآپ
دختر ویندآپ (به انگلیسی: The windup girl)، اولین رمان منتشرشده پائولو باچیگالوپی است که در سال ۲۰۰۹ در ژانر علمی‌تخیلی بیوپانک منتشر شد. مجله تایم آن را نهمین کتاب داستانی برتر سال ۲۰۰۹ دانسته است. داستان این کتاب در آینده و در پادشاهی تایلند می‌گذرد. این کتاب موفق شد در سال ۲۰۱۰ جوایز بسیاری از جمله جایزه نبیولا، جایزه هوگو، جایزه کومپتون کروک و جایزه لوکس را از آن خود کند.

## داستان
داستان کتاب در آینده پادشاهی تایلند می‌گذرد. شرکت‌های بزرگ غربی همچون اگری‌ژن (AgriGen) و غیره، دهه‌ها پیش با دستکاری‌های گسترده در ژن موجودات و گیاهان باعث به وجود آمدن (و ساختن عمدی) بیماری‌هایی شده‌اند که در کتاب، انواع مختلف آن با نام کلی Blister rust شناخته می‌شوند. جهانی را تصور کنید که دیگر نفت ندارد و بر اثر طاعون‌های پی‌درپی انواع بیماری بلیستر راست تقریباً بیشتر انواع گیاهان و درختان خود را از دست داده‌است. بسیاری از مردم از بیماری و بسیاری دیگر از گرسنگی جان باخته‌اند. تقریباً بیشتر کشورهای جهان از جمله هند، برمه و بخش زیادی از اروپا در برابر کمپانی‌های ژنتیکی مغلوب شده و استقلال کشورشان را از دست داده‌اند اما با این حال پادشاهی تایلند با درایت پادشاه فقیدش، رامای هفتم، هنوز با در اختیار داشتن بانک دانه‌های ژنتیکی خودش پابرجاست و در مقابل امواج طاعون بلیستر راست مقاومت می‌کند. در این راه یکی از دانشمندان بزرگ جهان که از اگری‌ژن فرار کرده (با نام Gibbons) نیز به تایلند کمک می‌کند.
دو قدرت اصلی در تایلند بر سر کارند که با هم در تعارض‌اند؛ یکی وزارت تجارت با ریاست ژنرال آکارات (Akkarat) که در خفا، پشتیبانی قیم ملکه خردسال در قصر را نیز دارد و موافق آزاد کردن درها و تجارت با کشورهای غربی است و دیگری وزارت محیط‌زیست به ریاست ژنرال پراشا (Prasha) که نیروهای تحت فرمانش به نام پیراهن‌سفیدها (White shirts) شناخته می‌شوند و ده‌ها سال پیش به دستور شاه رامای هفتم برای مقابله با طاعون‌ها تشکیل شده‌اند و اکنون از مخالفان سرسخت آسان‌سازی ورود غربی‌ها به کشورند.
و اما داستان از کارخانه‌ای شروع می‌شود که برای ساختن نوعی دستگاه تولید انرژی با توان بالاتر از نمونه‌های فعلی (در غیاب نفت و مشتقاتش) فعالیت می‌کند. اما این سرپوشی است که صاحبان فرنگ آن (Farang در فرهنگ تایلندی‌ها به معنی مردمان غربی است) بر آن نهاده‌اند. کارخانه در اصل متعلق به یکی از جاسوسان شرکت اگری‌ژن است که سعی می‌کند محل اختفای بانک دانه‌های تایلند را پیدا کند. او در تحقیقات خودش با یک دختر ویندآپ (windup در کتاب به مردمان جدیدی گفته می‌شود که برای خدمت به انسان‌ها با تغییر ژنتیکی به وجود آمده‌اند و قدرت تولید مثل ندارند) آشنا می‌شود که به‌طور غیرقانونی و برخلاف میلش در یک روسپی‌خانه به کار گرفته شده‌است. آشنایی او با این دختر باعث اتفاقاتی می‌شود که سرنوشت پادشاهی تایلند را تغییر می‌دهد.